# Marcelo Benítez Martínez
Marcelo Benítez Martínez OFM (* 6. September 1956 in Santa Maria, Distrikt General Higinio Morínigo, Departamento Caazapá) ist ein paraguayischer römisch-katholischer Ordensgeistlicher und Bischof von Caazapá.

## Leben
Marcelo Benítez Martínez trat am 25. Februar 1987 der Ordensgemeinschaft der Franziskaner bei und studierte Philosophie und Theologie am ordenseigenen Priesterseminar Fray Luis Bolaño in Lambaré. Nach weiteren Studien an der Universidad Católica Nuestra Señora de la Asunción erwarb er das Lizenziat in Theologie. Am 12. April 1993 legte er die ewige Profess ab und empfing am 9. April 1994 das Sakrament der Priesterweihe.
Neben verschiedenen Aufgaben innerhalb seiner Ordensgemeinschaft war er nach der Priesterweihe in verschiedenen Gemeinden in der Pfarrseelsorge tätig, zuletzt ab 2023 in der Pfarrei Nuestra Señora de la Asunción in Villarrica. Im Orden war er unter anderem von 2015 bis 2018 geistlicher Assistent des Ordo Franciscanus Saecularis und ab 2019 Provinzialvikar der Ordensprovinz der Franziskaner für Argentinien und Paraguay.
Papst Franziskus ernannte ihn am 22. März 2025 zum ersten Bischof des mit gleichem Datum errichteten Bistums Caazapá. Der Apostolische Nuntius in Paraguay, Erzbischof Vincenzo Turturro, spendete ihm am 10. Mai desselben Jahres in der Kathedrale San Pablo in Caazapá die Bischofsweihe. Mitkonsekratoren waren der Bischof von Caacupé, Ricardo Jorge Valenzuela Ríos, und Claudio Silvero Acosta SCI. di Béth., Weihbischof in Encarnación.